# Beat (álbum)
Beat es el noveno álbum de estudio de la banda inglesa de rock progresivo King Crimson, publicado en 1982. Está en su mayoría inspirado en la generación beat y sus principales escritores. La canción "Neal and Jack and Me" es la que más claramente muestra esta influencia, puesto que el Jack del título se refiere al escritor Jack Kerouac, mientras que Neal es su amigo Neal Cassady. Además, el título de la pista "Sartori in Tangier" se inspiró en el libro de Kerouac Satori in Paris, y la ciudad de Tánger, Marruecos, era el lugar de residencia de numerosos escritores beat en la década de 1960. Es el único álbum de estudio de la banda que no tiene una canción con el título del álbum.

## Lista de canciones
Todas las canciones escritas por Adrian Belew (letras y música) y Bill Bruford, Robert Fripp y Tony Levin (música).
Lado A
1. "Neal and Jack and Me" – 4:22
2. "Heartbeat" – 3:54
3. "Sartori in Tangier" – 3:54
4. "Waiting Man" – 4:27

Lado B
1. "Neurotica" – 4:48
2. "Two Hands" (letras de Adrian y Margaret Belew; música de A. Belew, Bruford, Fripp, y Levin) – 3:23
3. "The Howler" – 4:13
4. "Requiem" – 6:48

## Personal
- Robert Fripp – guitarra, órgano y Frippertronics
- Adrian Belew – guitarra y voz
- Tony Levin – bajo, Chapman stick y voz
- Bill Bruford – batería

- Datos: Q813063